# محمد إسماعيل (مخرج مغربي)
محمد إسماعيل (1 سبتمبر 1951 – 20 مارس 2021)، هو مخرج وكاتب سيناريو ومنتج أفلام مغربي، درس القانون في جامعة الرباط، وعمل بعد ذلك بالتلفزيون المغربي، وأخرج العديد من الأفلام والبرامج، ومن أفلامه (أوشتام، وبعد، وداعا أمهات).

## سيرته الذاتية
وُلد محمد إسماعيل في 1 سبتمبر 1951 في مدينة تطوان شمال المغرب، بعد حصوله على شهادة الباكالوريا، انتقل لدراسة القانون في جامعة محمد الخامس بالرباط،  لكن حبه للسينما جعله يبحث عن فرصة لدخول هذا المجال.
في عام 1974، انضم إلى التلفزيون المغربي حيث أنتج وأخرج العديد من المسلسلات التلفزيونية والأمسيات المسرحية وعدد من العروض المتنوعة. من التسعينيات، أخرج سلسلة من الأفلام الروائية،  التي حصلت على جوائز عديدة. 

## أفلامه
- 1993: شيء ما يحترق (مخرج مساعد)
- 1997: أوشتام
- 2001: أمواج البر
- 2002: وبعد
- 2003: علال القلدة
- 2004: هنا وهناك
- 2005: علاش لا
- 2007: وداعا أمهات
- 2008:«الهدية» فيلم لقناة الجزيرة للأطفال
- 2009: أولاد البلاد
- 2010: الزمان العاكر
- 2013: «شقة 9» (فيلم قصير)
- 2015: إحباط
- 2020: لا مورا (الحب في زمن الحرب)

## ترشيحات وجوائز
حصلت أفلامه على عدة جوائز وطنية ودولية، كما افتتحت مهرجانات وطنية ودولية في قرطاج، واغادوغو، كيرالا، بروكسيل، القاهرة وروما.
| سنة  | نوع الجائزة                                | فئة                                  | المرشح          | النتيجة | مراجع              |
| ---- | ------------------------------------------ | ------------------------------------ | --------------- | ------- | ------------------ |
| 2002 | جوائز الجامور المغربية                     | جائزة أفضل فيلم تلفزيوني             | فيلم أمواج البر | فوز     | [ 11 ]             |
| 2003 | المهرجان الوطني السابع للسينما بوجدة       | جائزة أفضل مخرج                      | وبعد (فيلم)     | فوز     | [ 12 ]             |
| 2003 | المهرجان الوطني السابع للسينما بوجدة       | جائزة المهرجان الكبرى                | وبعد (فيلم)     | فوز     | [ 12 ]             |
| 2004 | مهرجان القاهرة للإعلام العربي              | جائزة أفضل إخراج                     | علال القلدة     | فوز     | [ 7 ] [ 8 ] [ 13 ] |
| 2004 | مهرجان القاهرة للإعلام العربي              | الجائزة الكبرى للمهرجان              | علال القلدة     | فوز     | [ 7 ] [ 8 ] [ 13 ] |
| 2004 | مسابقة نجوم بلادي                          | جائزة النجمة الذهبية لأحسن فيلم      | علال القلدة     | فوز     | [ 14 ]             |
| 2004 | مهرجان بروكسل للأفلام المستقلة             | جائزة أفضل سيناريو                   | هنا ولهيه       | فوز     | [ 14 ]             |
| 2005 | مسابقة نجوم بلادي                          | جائزة اختيار الجمهور                 | علاش لا         | فوز     | [ 14 ]             |
| 2009 | جوائز المهرجان الأفريقي للسينما والتلفزيون | جائزة أفضل موسيقى تصويرية لكمال كمال | وداعا أمهات     | فوز     | [ 15 ]             |
| 2009 | جوائز المهرجان الأفريقي للسينما والتلفزيون | جائزة أفضل ديكور لعبد الكريم أقلاش   | وداعا أمهات     | فوز     | [ 15 ]             |
| 2008 | مهرجان السينما الفرانكفونية بآسفي          | جائزة لجنة تحكيم الشباب              | وداعا أمهات     | فوز     | [ 16 ]             |

## وفاته
توفي يوم السبت 20 مارس 2021، عن عمر ناهز 69 سنة، بعد خضوعه لعمليات جراحية على مستوى شرايين القلب.

## روابط خارجية
- محمد إسماعيل على موقع IMDb (الإنجليزية)
- محمد إسماعيل على موقع ألو سيني (الفرنسية)
- محمد إسماعيل على موقع أول موفي (الإنجليزية)
- محمد إسماعيل على موقع قاعدة بيانات الفيلم (الإنجليزية)
- محمد إسماعيل على موقع كينوبويسك (الروسية)
- محمد إسماعيل على موقع السينما.كوم